# Fiat Scudo
Fiat Scudo — це сімейство мікроавтобусів, які компанія Fiat випускала в Європі з 1995 по 2016 рік.
В 2016 році його замінив Fiat Talento II. В 2022 році почалося виробництво Scudo третього покоління.

## Перше покоління 220 (1995—2007)

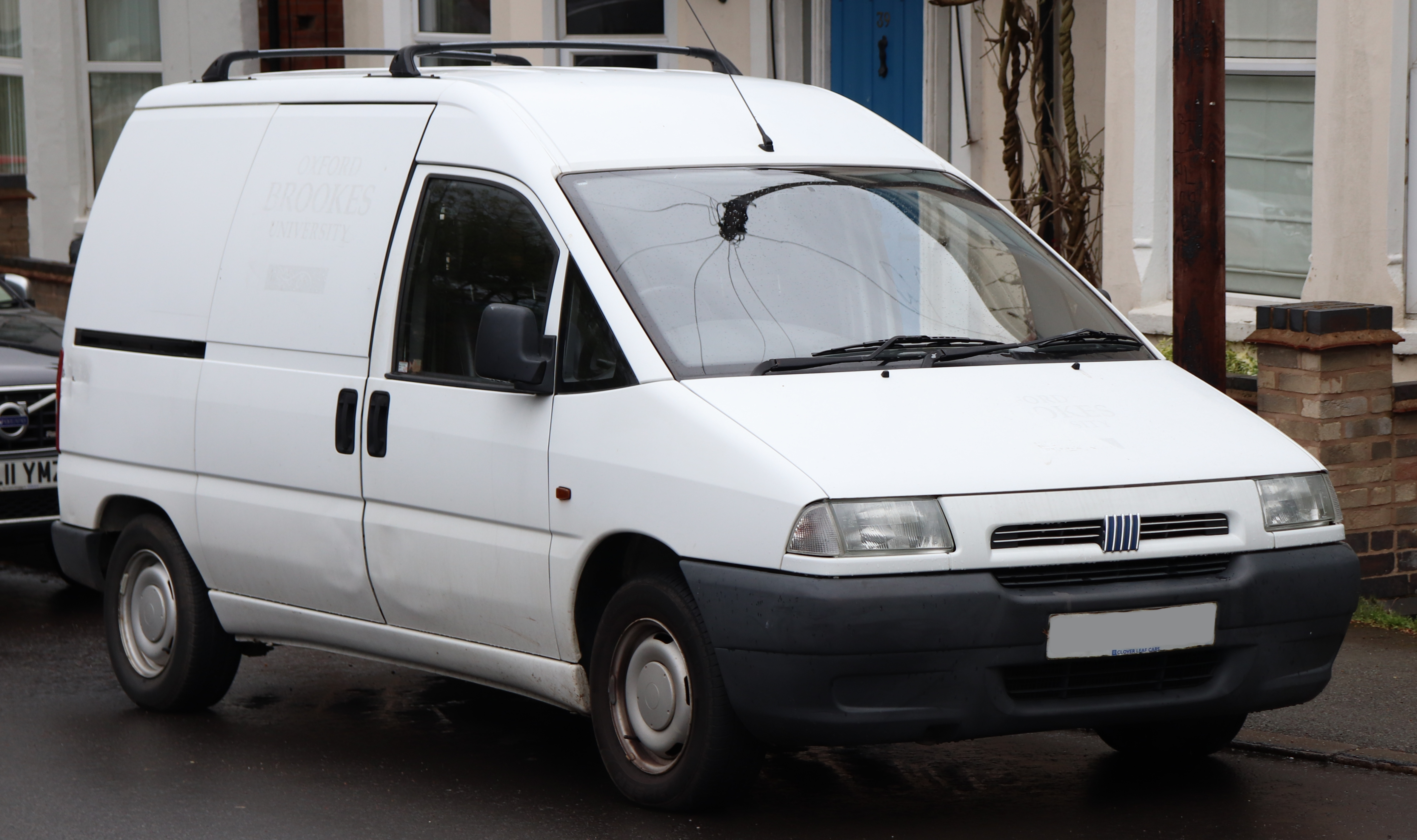
Fiat Scudo 1 (1995—2004)

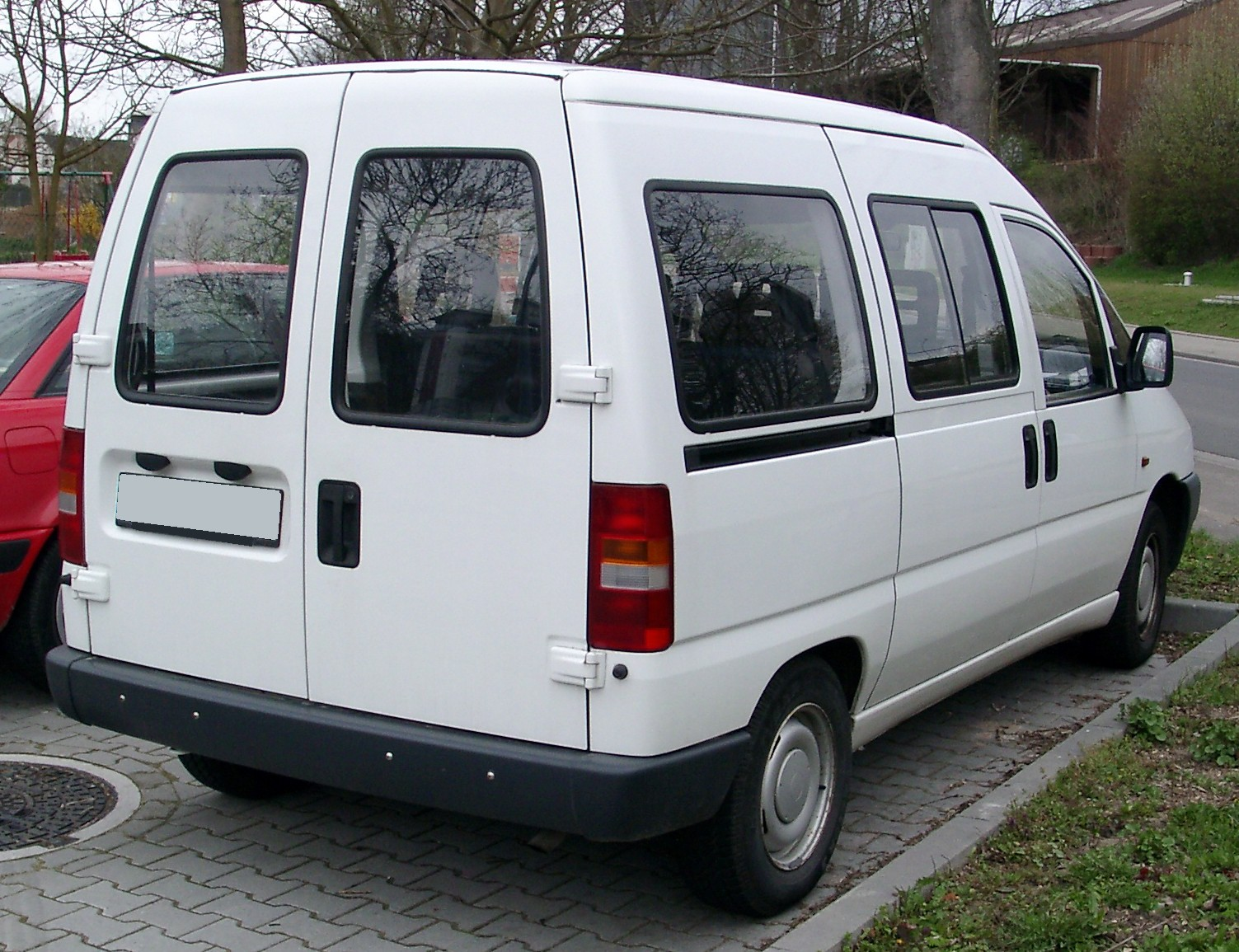
Fiat Scudo 1 (1995—2004)

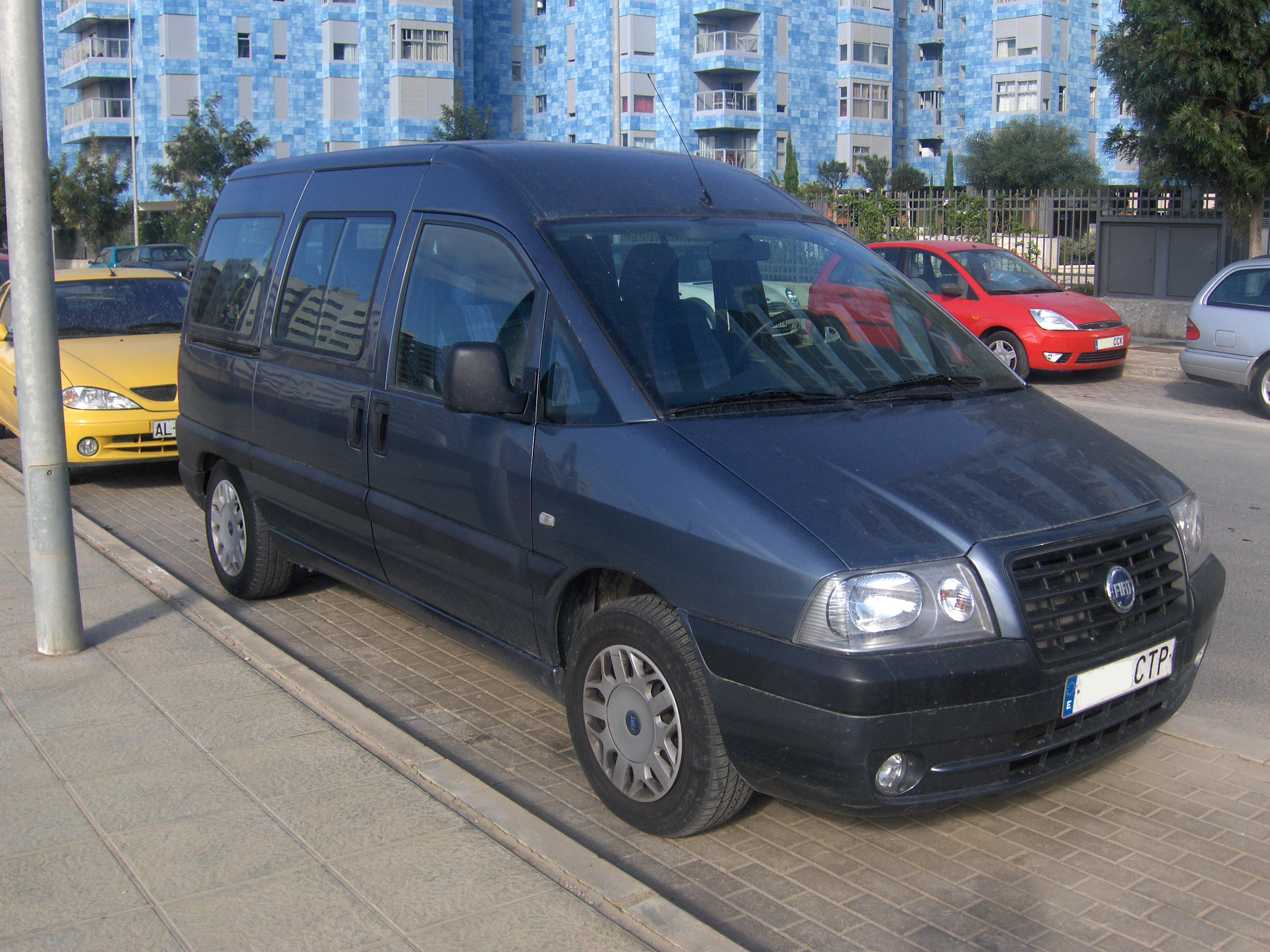
Fiat Scudo 1 після фейсліфту (2004—2007)

Перше покоління передньопривідних фургонів Scudo почалося серійно випускатись в 1995 році на спільному підприємстві SEVEL у Франції разом з конструктивними аналогами Citroën Jumpy і Peugeot Expert.
Автомобіль Fiat Scudo — це середньорозмірний мікроавтобус. Він більший за Fiat Doblo і менший ніж Fiat Ducato. Стандартна пасажирська модифікація Combinato вельми популярна і досить широко використовується службами таксі. Вона вміщає до семи осіб.
Вантажопідйомність автомобіля Fiat Scudo першого покоління становила 815—900 кг, а простір усередині машини 4 м³ при довжині салону 2059 мм. Відстань між арками коліс становила 1220 мм, що дозволяло завантажити в машину два європіддони.
Для першого покоління Fiat Scudo пропонувалося спочатку три варіанти двигунів: бензиновий об'ємом 1.6 літра потужністю 79 к.с. (єдиний фіатівський — всі інші виробництва PSA), а також дизельні силові агрегати: атмосферний дизель об'ємом 1.9 літра потужністю 69 к.с. і дизельний з турбонаддувом 1.9 літра. В 1998—2000 роках відбулась заміна гами двигунів: з'явились 16 клапанний бензиновий 2.0 літра потужністю 136 к.с., 2.0 літрові 8 клапанні дизелі з турбонаддувом потужністю 94 і 109 к.с. і 16 клапанний 2.0 літровий дизель з турбонадувом потужністю 109 к.с.

### Фейсліфт 2004
Восени 2004 році почалося серійне виробництво оновленого покоління передньопривідних фургонів Scudo, разом з Citroen Jumpy і Peugeot Expert. Італійський варіант отримав виразнішу передню частину зі збільшеною прямокутною решіткою радіатора, новим масивним бампером і овальними блоками світлових приладів без зовнішніх обтічників, виконану в стилі двох інших серій Doblo і Ducato. З конструктивної точки зору нове покоління не зазнало істотних змін. На 2006 рік фургони пропонувались у двох стандартних виконаннях Scudo і Scudo EL з колісною базою 2824 і 3224 мм. відповідно, що дозволяє встановлювати на них суцільнометалеві кузова з бічними зсувними і задніми дверцятами місткістю 4,0 або 5,0 м3 вантажопідйомністю 770—930 кг. Їх випускали також у вантажопасажирських варіантах Combi з додатковими знімними сидіннями на 3-6 чоловік, бічними вікнами і зменшеною до 1,9 м³ корисної ємністю кузова, а також у варіанті шасі з кабіною для монтажу різних кузовів. Основними силовими агрегатами є дизельні 1,9 — і 2,0-літрові двигуни потужністю 70-109 к.с., у тому числі 16-клапанний варіант 2.0JTD з турбонадувом, безпосереднім вприскуванням палива і системою паливоподачі Common Rail, а також 1,9-літровий дизель з турбонадувом потужністю 90 к.с., що не представлений на французьких аналогах. Крім того, автомобілі міг комплектуватись 2,0-літровим 16-клапанним бензиновим двигуном потужністю 136 к.с. Автомобілі Scudo забезпечуються посиленою звукоізоляцією, понижуючої шумність в кабіні на 4 дБ, гідропідсилювачем рульового керування, 2-швидкісний системою вентиляції, подушкою безпеки для водія. Кабіна має два варіанти оснащення та оздоблення, включаючи версію SX з розширеним вибором додаткового устаткування. Іншими відмінностями від французьких фургонів є нова панель приладів, додаткове, третє, пасажирське сидіння в кабіні або одне 2-місне, а також включення кондиціонера, електричних склопідйомників і АБС до складу замовного обладнання.

### Двигуни
| Бензинові | Бензинові    | Бензинові | Бензинові | Бензинові               | Бензинові                | Бензинові    | Бензинові |
| Модель    | Код двигуна  | Об'єм     | Циліндри  | Потужність при об/хв    | Крутний момент при об/хв | Роки випуску |           |
| --------- | ------------ | --------- | --------- | ----------------------- | ------------------------ | ------------ | --------- |
| 1.6 i     | 220 A2.000   | 1581 см³  | Р4        | 79 к.с. (58 кВт)/5750   | 125 Нм/2750              | 1995–1999    |           |
| 2.0 i 16V | RFN (EW10J4) | 1997 см³  | Р4        | 136 к.с. (100 кВт)/6000 | 190 Нм/4100              | 2000–2007    |           |

| Дизельні    | Дизельні                                            | Дизельні | Дизельні | Дизельні                                     | Дизельні                 | Дизельні                                | Дизельні |
| Модель      | Код двигуна                                         | Об'єм    | Циліндри | Потужність при об/хв                         | Крутний момент при об/хв | Роки випуску                            |          |
| ----------- | --------------------------------------------------- | -------- | -------- | -------------------------------------------- | ------------------------ | --------------------------------------- | -------- |
| 1.9 D       | D9B (XUD9A/U)                                       | 1905 см³ | Р4       | 69 к.с. (51 кВт)/4600                        | 120 Нм/2000              | 1995–1998                               |          |
| 1.9 D       | WJZ (DW8) WJY (DW8B)                                | 1868 см³ | Р4       | 69 к.с. (51 кВт)/4600                        | 125 Нм/2500 105 Hм/2500  | 1998–2002 2002—2007                     |          |
| 1.9 TD      | DHX (XUD9BTF)                                       | 1905 см³ | Р4       | 90 к.с. (66 кВт)/4000                        | 196 Нм/2250              | 1998–1999                               |          |
| 1.9 TD      | D8B (XUD9TF/L)                                      | 1905 см³ | Р4       | 92 к.с. (67,5 кВт)/4000                      | 202 Нм/2250              | 1996–1998                               |          |
| 2.0 JTD 8V  | RHX (DW10BTED, DW10BTEDW4) RHZ (DW10ATED, DW10CTED) | 1997 см³ | Р4       | 94 к.с. (69 кВт)/4000 109 к.с. (80 кВт)/4000 | 215 Нм/1750 250 Нм/1750  | 1999–2002 2002—2007 1999—2002 2002—2007 |          |
| 2.0 JTD 16V | RHW (DW10ATED4)                                     | 1997 см³ | Р4       | 109 к.с. (80 кВт)/4000                       | 250 Нм/1750              | 2000–2007                               |          |

## Друге покоління 270 (2007—2016)

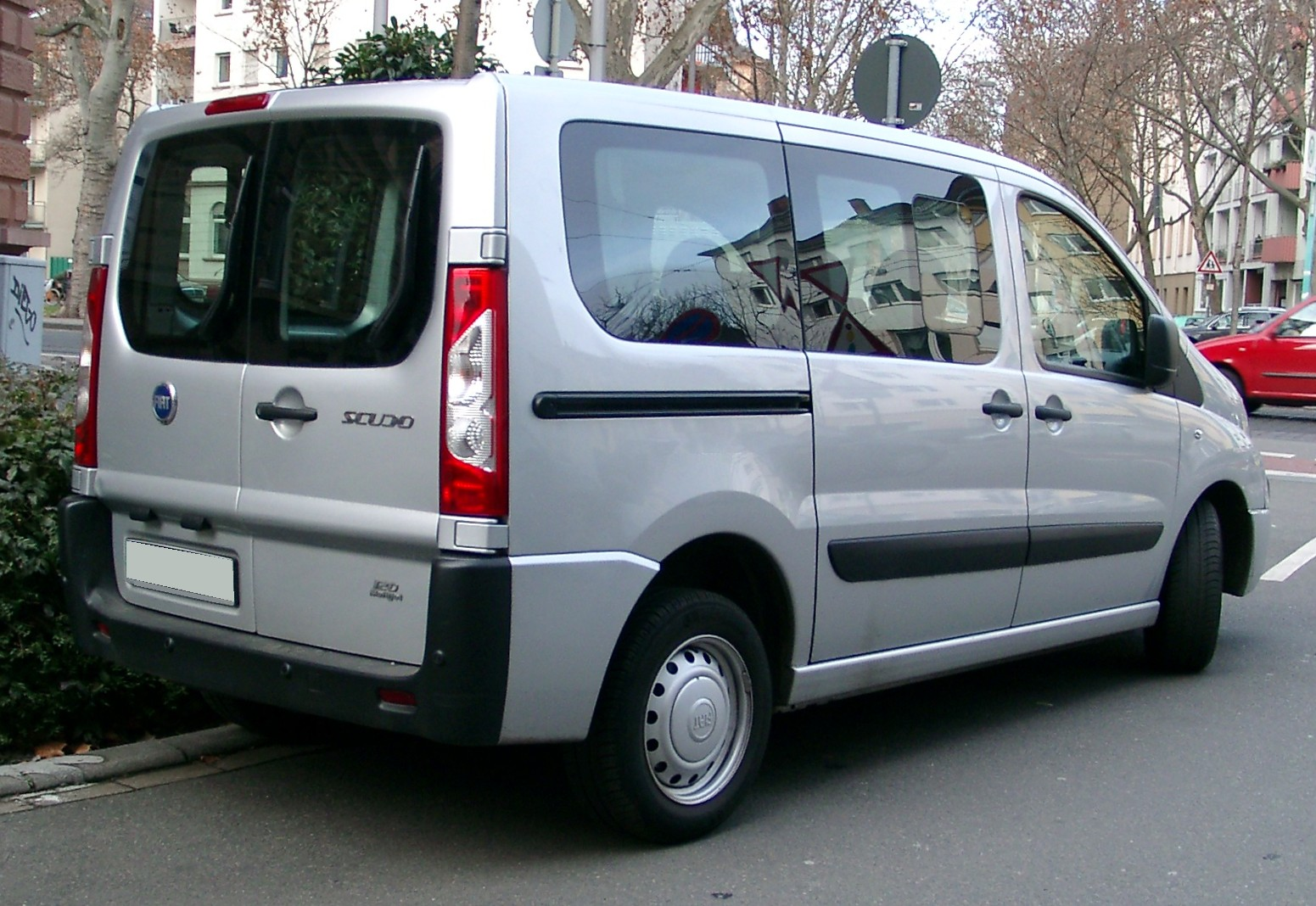
Fiat Scudo II мікроавтобус (з 2007)

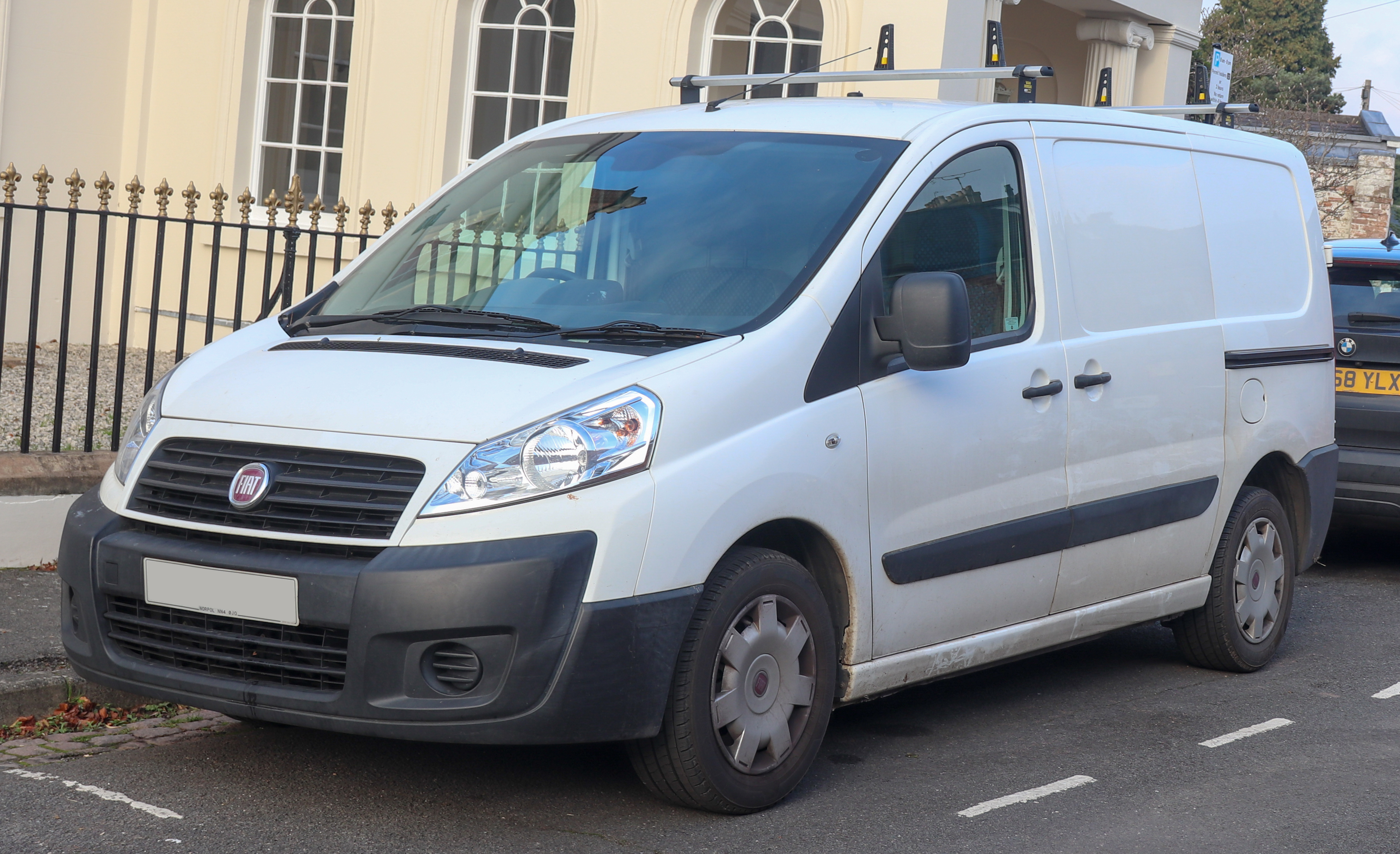
Fiat Scudo II фургон (з 2007)

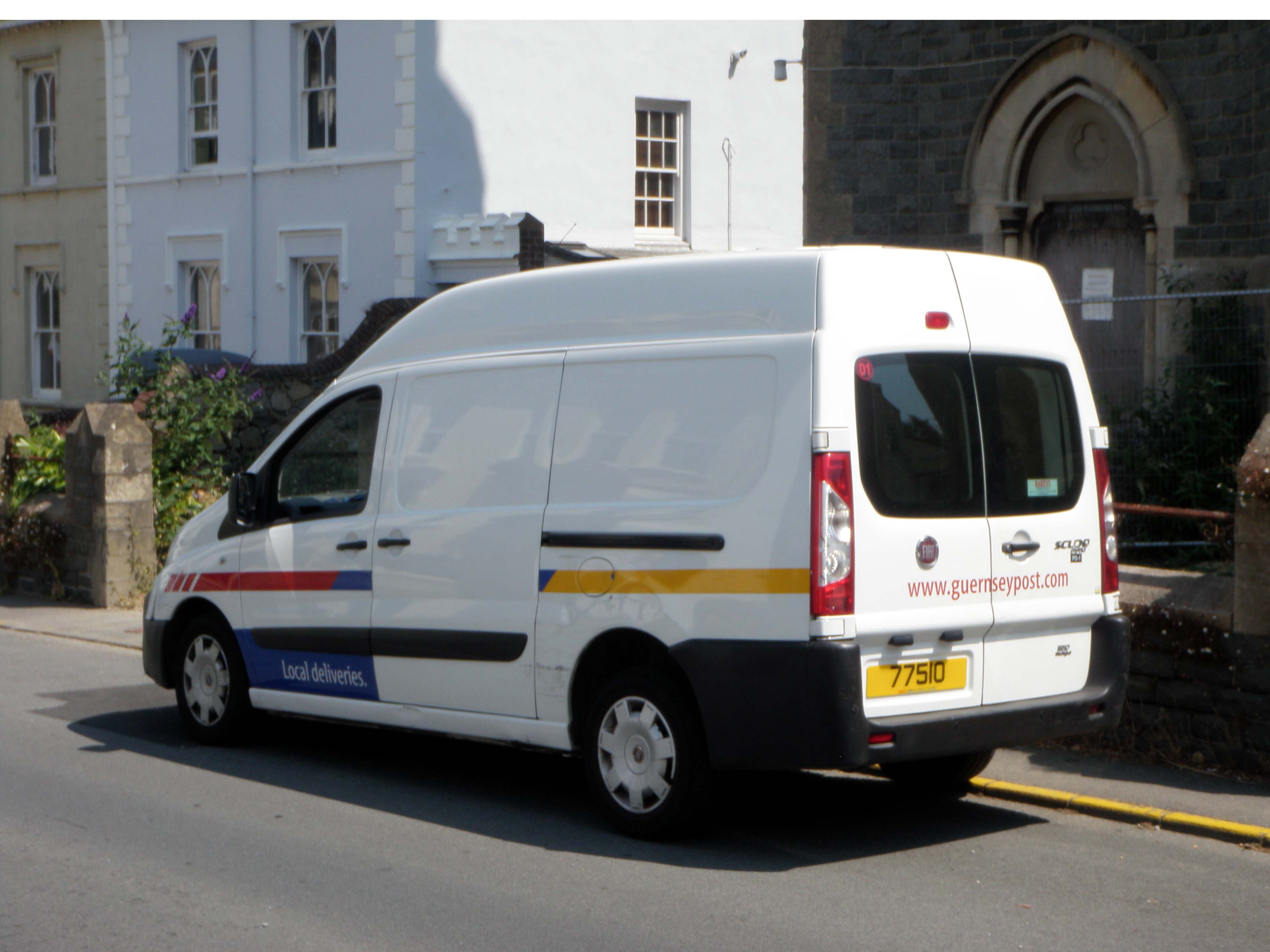
Fiat Scudo II фургон з високим дахом (з 2007)

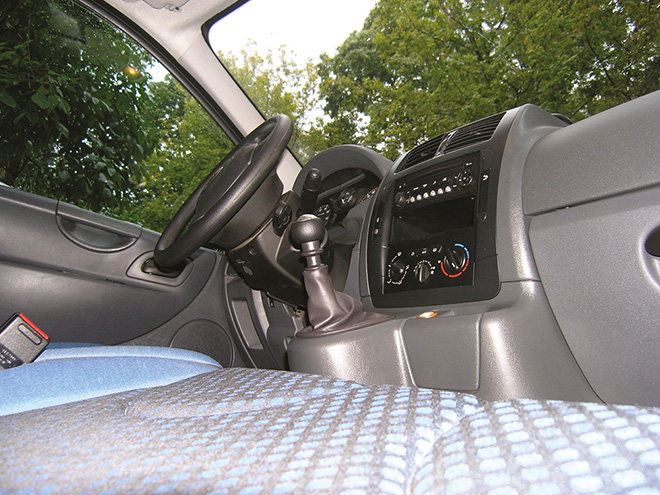
Fiat Scudo II вигляд салону

У 2007 році було представлено нове покоління мікроавтобуса Fiat Scudo під назвою Panorama. При розробці дизайну екстер'єру проектувальники спиралися на зовнішність Fiat Ducato. Взагалі концепція нового Scudo полягає в просторості, зручність і зовнішній привабливості. Якщо говорити про простір, то загальний об'єм багажного відділення складе 770 літрів. Місткість і вантажопідйомність автомобіля були збільшені. Об'єм внутрішнього простору автомобіля становить від 5 до 7 м³, а вантажопідйомність зросла до 1200 кг. Автомобіль вміщує в себе тепер до 9 пасажирів. Природно, що цей простір значно збільшиться, якщо другий і третій ряд сидінь скласти або демонтувати. Друга риса — зручність, вона має на увазі комфортабельність салону, ергономічність елементів управління, легкість водіння. І остання особливість — стиль, який виражається в тому, що новий Fiat Scudo відрізняється динамічністю вигляду, багато в чому нагадує зовнішність спортивного універсала.
Пасажирські фургони, які з'явились у 2013 році, оснащуються перегородкою позаду трьох задніх сидінь. Ці фургони надають можливість перевозити довгі предмети, які можна просунути під заднім сидінням. Пасажирський фургон L1H1 має 996 кг, а L2H1 — 1.000 кг корисного навантаження.
Scudo Panorama випускається в двох комплектаціях: Panorama Family — для сімейних пар з дітьми та Panorama Executive — для використання як клієнтський автомобіль. Executive відрізняється, крім іншого, можливістю окремої настройки кондиціонера для кожного ряду сидінь.
В Україні Fiat Scudo II пропонується з двома варіантами висоти стелі (1449 і 1750 мм) і з двома варіантами довжини бази (3000 і 3122 мм), причому довжина заднього звису може збільшуватися на 5 см.

### Оснащення
У новому Fiat Scudo II дизайнерами були ретельно передбачені всі аспекти. Оновлений екстер'єр і поліпшений дизайн кабіни забезпечує максимальний комфорт, створюючи ідеальну робочу обстановку й атмосферу для подорожей.
Салон автомобіля втілює в собі сучасність, комфорт, якість і практичність.
Простора, добре освітлена кабіна оснащена звукоізоляцією і автоматичним клімат-контролем з регулюванням повітряного потоку в різних частинах салону, а також включає ряд високотехнологічних пристроїв: круїз-контроль, парктроник, датчики світла і дощу, аудіосистема з CD і ДУ.
Максимальну безпеку гарантує потужна система антиблокування гальм ABS з електронним розповсюджувачем (EBD) гальмівних зусиль, подушки безпеки водія, дискові гальма всіх коліс.
У даній моделі Fiat Scudo, можна встановлювати антипротивобуксовочну систему (ASR) і програми електронної стабілізації (ESP). На рівній підлозі салону розміщені сидіння з регульованими по висоті підголовниками і 3-точковими ременями безпеки. Важіль управління коробкою передач автомобіля розташований на центральній консолі.

### Двигуни
Fiat Scudo II оснащений високоефективними турбодизелями Multijet з системою Common Rail і безпосереднім упорскуванням палива: 1.6 Multijet 16v 90 к.с. і 2.0 Multijet 16v 120 к.с. Двигуни автомобіля компонуються відповідно з 5 — або 6-ступінчастою трансмісією.
- Дизельні

| Двигун             | Об'єм [см3 ] | Потужність [к.с.] ([кВт]) при об/хв | Крутний момент [Нм] при об/хв | Циліндри | Клапанний механізм | Розгін (с) 0-100 км/год | Максимальна швидкість км/год | Витрати пального (л/100 км) місто/траса/середні |
| ------------------ | ------------ | ----------------------------------- | ----------------------------- | -------- | ------------------ | ----------------------- | ---------------------------- | ----------------------------------------------- |
| 1.6 Multijet       | 1560         | 90 (66)/4000                        | 180/1750                      | R4       | DOHC/16            | 17,1                    | 145                          | 8,6/6,8/7,5                                     |
| 2.0 Multijet       | 1997         | 120 (88)/4000                       | 300/2000                      | R4       | DOHC/16            | 12,8                    | 160                          | 9,3/6,5/7,5                                     |
| 2.0 Multijet Power | 1997         | 136 (100)/4000                      | 320/2000                      | R4       | DOHC/16            | 11,6                    | 170                          | 9,2/7,1/8,3                                     |

Дані для 8/9 місної версії L1H1.

### Габарити кузова
| Версії кузова | Колісна база | Об'єм багажника | Довжина вантажної платформи | Висота вантажної платформи | Довжина автомобіля |
| ------------- | ------------ | --------------- | --------------------------- | -------------------------- | ------------------ |
| L1H1          | 3000 мм      | 5,0 м³          | 2254 мм                     | 1449 мм                    | 4805 мм            |
| L2H1          | 3122 мм      | 6,0 м³          | 2584 мм                     | 1449 мм                    | 5135 мм            |
| L2H2          | 3122 мм      | 7,0 м³          | 2584 мм                     | 1750 мм                    | 5135 мм            |

## Третє покоління (з 2022)

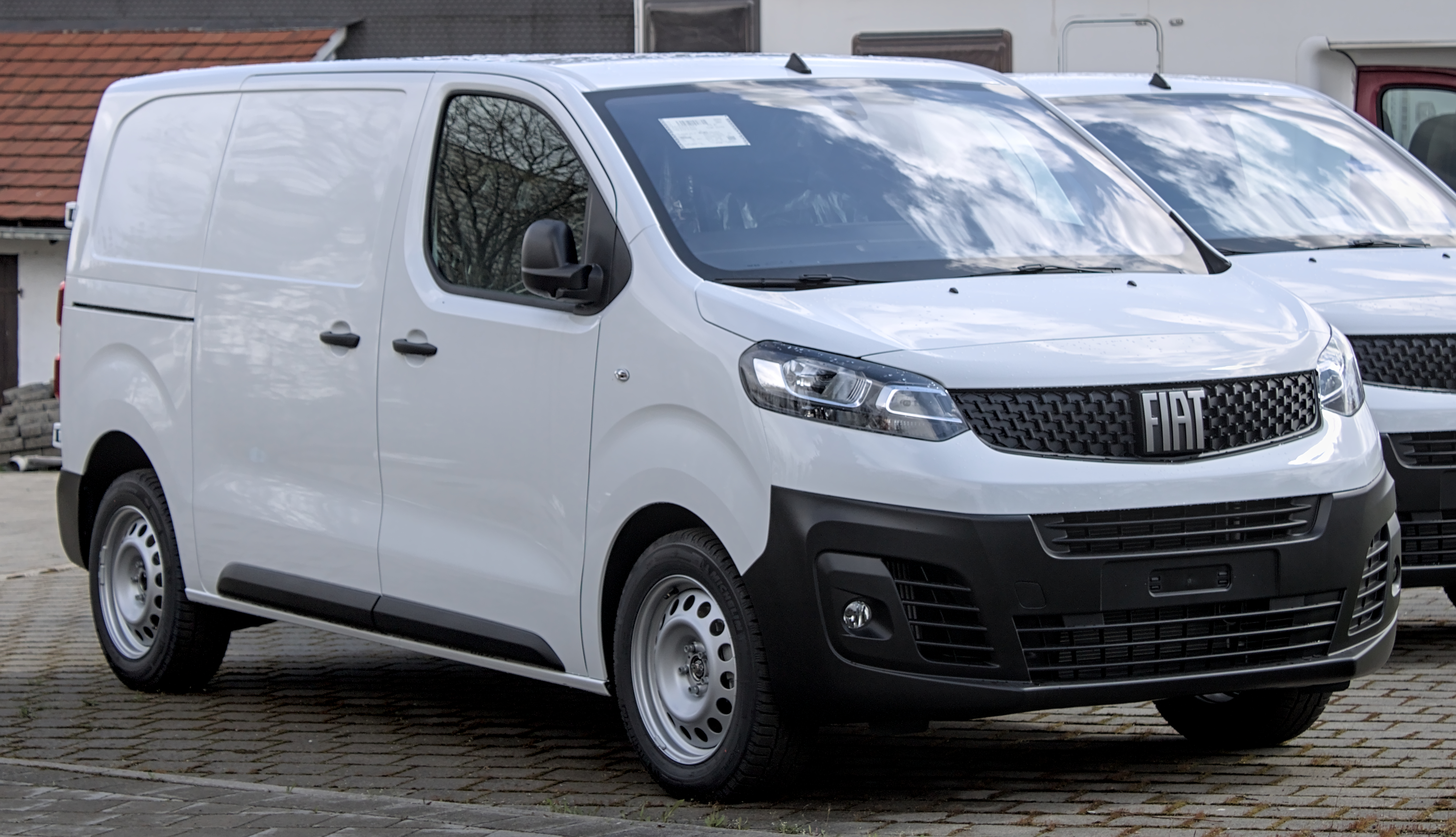
Fiat Scudo III (2022-2024)

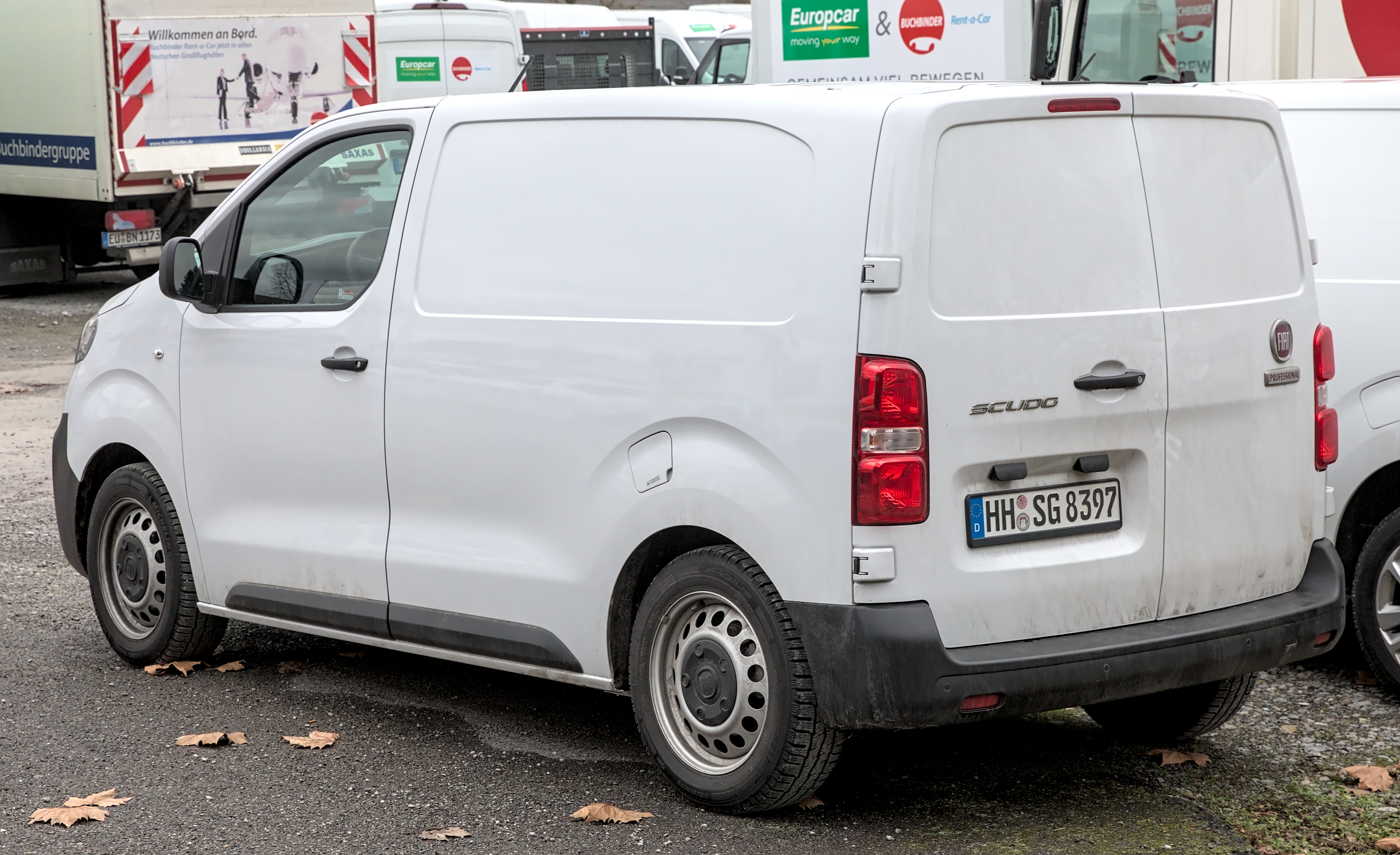

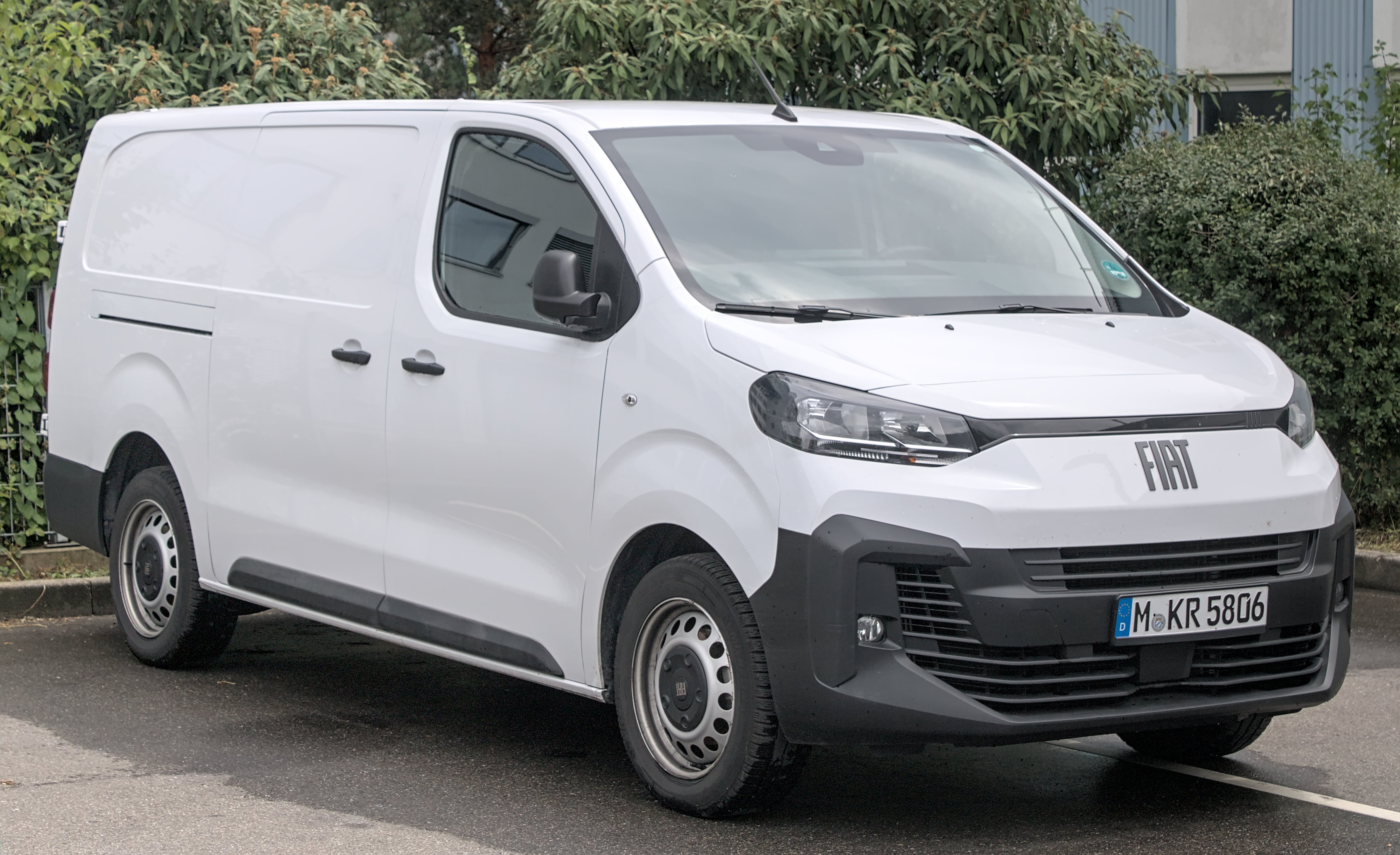
Fiat Scudo III (з 2024)

Третє покоління фургонів Scudo почнеться випускатись в 2022 році на спільному підприємстві SEVEL у Франції. Автомобілі створені на платформі на платформі EMP2 разом з Citroën Jumpy і Peugeot Expert.
23 жовтня 2023 року було представлено оновлену модель із технологічними оновленнями. Верхня решітка була повністю видалена для зменшення опору повітря.

### Двигуни
| Модель                     | Виробництво | Двигун        | Об'єм двигуна | Потужність        | Максимальний крутний момент |
| 1.5 Multijet 16V 120       | з 2022      | І4 Diesel     | 1.499 см³     | 88 kW (120 к.с.)  | 300 Ни при 1750 об/хв       |
| 2.0 Multijet Power 16V 145 | з 2022      | І4 Diesel     | 2.000 см³     | 106 kW (145 к.с.) | 340 Нм при 1750 об/хв       |
| 2.0 Multijet Power 16V 180 | з 2022      | І4 Diesel     | 2.000 см³     | 130 kW (177 к.с.) | 400 Нм при 1750 об/хв       |
| Scudo-e                    | з 2022      | електродвигун |               | 100 kW (136 к.с.) | 260 Нм                      |

## Зноски
1. 1 2  Каталог Fiat Scudo [Архівовано 1 вересня 2010 у Wayback Machine.] 14.11.2010
2. ↑  FIAT SCUDO [Архівовано 30 грудня 2008 у Wayback Machine.] 10-07-2010
3. ↑  Как мы тестировали Fiat Scudo. automoto.ua. Архів оригіналу за 14 серпня 2016. Процитовано 8 серпня 2016.
4. ↑  Фиат Скудо — баланс стиля, комфорта и функциональности!. Архів оригіналу за 27 червня 2010. Процитовано 14 травня 2010. [Архівовано 2010-06-27 у Wayback Machine.]